# 3e Grammy Awards
De derde editie van de jaarlijkse Grammy Awards, waarbij prijzen werden uitgereikt in verschillende categorieën voor de beste Amerikaanse muzikanten, vond plaats op 13 april 1961 in het Beverly Hilton in Los Angeles, Californië.

## Winnaars

### Algemeen
- Record of the Year
  - Percy Faith voor "Theme From A Summer Place"
- Album of the Year
  - Bob Newhart voor The Button-Down Mind of Bob Newhart
- Song of the Year
  - Ernest Gold voor "Theme of Exodus"
- Best New Artist
  - Bob Newhart

### Kinderrepertoire
- Best Album Created for Children
  - Ross Bagdasarian Sr. voor Let's All Sing With the Chipmunks (uitvoerenden: David Seville & The Chipmunks)

### Klassieke muziek
Vetgedrukte namen ontvingen een Grammy. Overige uitvoerenden, zoals orkesten, solisten e.d., die niet in aanmerking kwamen voor een Grammy, staan tussen haakjes vermeld.
- Best Classical Performance (orkest)
  - Fritz Reiner voor Bartók: Music for Strings, Percussion and Celesta (& the Chicago Symphony Orchestra)
- Best Classical Performance (zanger[es])
  - Leontyne Price voor A Program of Song - Leontyne Price Recital
- Best Classical Opera Production
  - Erich Leinsdorf  voor Puccini: Turandot (& Birgit Nilsson, Giorgio Tozzi, Jussi Björling, Renata Tebaldi; solisten, Rome Opera Orchestra, orkest)
- Best Classical Performance (koor)
  - Thomas Beecham (conductor) voor Händel: Messiah (& the Royal Philharmonic Orchestra & Chorus)
- Best Classical Performance (instrumentale solist)
- Sviatoslav Richter voor Brahms: Piano Concerto No. 2 in B Flat  (& Chicago Symphony Orchestra o.l.v. Erich Leinsdorf)
- Best Classical Performance - (instrumentale solist zonder orkestbegeleiding)
  - Laurindo Almeida voor The Spanish Guitars of Laurindo Almeida
- Best Classical Performance  (kamermuziek)
  - Laurindo Almeida voor Conversations With the Guitar
- Best Contemporary Classical Composition
  - Aaron Copland (componist) voor Orchestral Suite from The Tender Land Suite (uitvoerenden: Boston Symphony Orchestra o.l.v. Aaron Copland)

### Comedy
- Best Comedy Performance - Spoken Word
  - Bob Newhart voor The Button-Down Mind Strikes Back!
- Best Comedy Performance - Musical
  - Jo Stafford & Paul Weston voor Jonathan and Darlene Edwards in Paris

### Composing and arranging (Compositie & arrangementen)
- Best Sound Track Album or Recording of Music Score from Motion Picture or Television (Beste film- of tv-soundtrack)
  - Ernest Gold (composer) voor Exodus
- Best Arrangement
  - Henry Mancini (arrangeur) voor Mr Lucky (Uitvoerende: Henry Mancini)

### Country
- Best Country & Western Performance
  - Marty Robbins voor "El Paso"

### Folk
- Best Performance - Folk
  - Harry Belafonte voor "Swing Dat Hammer"

### Jazz
- Best Jazz Performance Solo or Small Group
  - André Previn voor West Side Story
- Best Jazz Performance Large Group
  - Henry Mancini voor Blues and the Beat
- Best Jazz Composition of More Than Five Minutes Duration
  - Gil Evans & Miles Davis voor Sketches of Spain

### Musical
- Best Show Album (Original Cast)
  - Oscar Hammerstein II & Richard Rodgers (componisten) voor The Sound of Music
- Best Sound Track Album or Recording of Original Cast From a Motion Picture or Television
  - Cole Porter (componist) voor Can Can

### Hoezen
- Best Album Cover
  - Marvin Schwartz (ontwerper) voor Latin a la Lee (uitvoerende: Peggy Lee)

### Pop
- Best Vocal Performance Single Record or Track (zangeres)
  - Ella Fitzgerald voor Mack the Knife
- Best Vocal Performance Album (zangeres)
  - Ella Fitzgerald voor Mack the Knife - Ella in Berlin
- Best Vocal Performance Single Record or Track (zanger)
  - Ray Charles voor Georgia on My Mind
- Best Vocal Performance Album (zanger)
  - Ray Charles voor The Genius of Ray Charles
- Best Performance by a Vocal Group (max. 6 leden)
  - Eydie Gormé & Steve Lawrence voor We Got Us
- Best Performance by a Chorus (7 of meer leden)
  - Norman Luboff (koorleider) voor Songs of the Cowboy
- Best Performance by a Band voor Dancing
  - Count Basie voor Dance With Basie
- Best Performance by an Orchestra
  - Henry Mancini voor Mr. Lucky
- Best Performance by a Pop Single Artist
  - Ray Charles voor Georgia on My Mind

### Production and engineering (Productie & techniek)
- Best Engineering Contribution - Popular Recording (Beste techniek op een popplaat)
  - Luis P. Valentin (technicus) voor Ella Fitzgerald Sings the George and Ira Gershwin Songbook (uitvoerende: Ella Fitzgerald)
- Best Engineering Contribution - Classical Recording (Beste techniek op een klassieke plaat)
  - Hugh Davies (technicus) voor The Spanish Guitars of Laurindo Almeida (uitvoerende: Laurindo Almeida)
- Best Engineering Contribution - Novelty Recording (Beste techniek op een novelty-plaat)
  - John Kraus (engineer) voor The Old Payola Roll Blues (uitvoerende: Stan Freberg)

### R&B
- Best Rhythm & Blues Performance
  - Ray Charles voor Let the Good Times Roll

### Gesproken Woord
- Best Performance - Documentary or Spoken Word (other than comedy)
  - Robert Bialek (producer) voor FDR Speaks